# Olympische Sommerspiele 1988/Teilnehmer (Israel)
| Gelbes Symbol für Goldmedaillen mit stilisierten Olympischen Ringen | Graues Symbol für Silbermedaillen mit stilisierten Olympischen Ringen | Braundes Symbol für Bronzemedaillen mit stilisierten Olympischen Ringen |
| ------------------------------------------------------------------- | --------------------------------------------------------------------- | ----------------------------------------------------------------------- |
| —                                                                   | —                                                                     | —                                                                       |

Israel nahm an den Olympischen Sommerspielen 1988 in Seoul, Südkorea, mit einer Delegation von 18 Sportlern (14 Männer und vier Frauen) teil.

## Teilnehmer nach Sportarten

### Boxen
- Ya’acov Shmuel
Federgewicht: 5. Platz

- Aharon Jacobashvili
Mittelgewicht: 32. Platz

### Rhythmische Sportgymnastik
- Shulamit Goldstein
Einzel: 35. Platz in der Qualifikation

- Rakefet Remigolsky
Einzel: 37. Platz in der Qualifikation

### Ringen
- Dov Grobermann
Halbfliegengewicht, griechisch-römisch: Gruppenphase

- Evan Bernstein
Halbschwergewicht, griechisch-römisch: Gruppenphase

### Schießen
- Itzhak Yonassi
Luftgewehr: 29. Platz
Kleinkaliber, Dreistellungskampf: 51. Platz
Kleinkaliber, liegend: 43. Platz

- Eduard Papirov
Luftgewehr: 34. Platz
Kleinkaliber, Dreistellungskampf: 21. Platz
Kleinkaliber, liegend: 24. Platz

### Schwimmen
- Eyal Shtigman
100 Meter Brust: 42. Platz
200 Meter Brust: 37. Platz

### Segeln
- Dan-Noam Torten
470er: 18. Platz

- Ram-Jacob Torten
470er: 18. Platz

- Eldad Amir
Flying Dutchman: 4. Platz

- Yoel Sela
Flying Dutchman: 4. Platz

### Tennis
- Amos Mansdorf
Einzel: 9. Platz
Doppel: 9. Platz

- Gilad Bloom
Einzel: 33. Platz
Doppel: 9. Platz

- Shahar Perkiss
Einzel: 33. Platz

- Ilana Berger
Frauen, Einzel: 33. Platz

### Turnen
- Revital Sharon
Frauen, Einzelmehrkampf: 88. Platz in der Qualifikation
Frauen, Bodenturnen: 86. Platz in der Qualifikation
Frauen, Pferdsprung: 86. Platz in der Qualifikation
Frauen, Schwebebalken: 85. Platz in der Qualifikation
Frauen, Stufenbarren: 89. Platz in der Qualifikation